# Ramalina complanata
Ramalina complanata är en lavart som först beskrevs av Olof Swartz, och fick sitt nu gällande namn av Erik Acharius. Ramalina complanata ingår i släktet Ramalina och familjen Ramalinaceae.   Inga underarter finns listade i Catalogue of Life.